# 古家龍
古家龍（葡萄牙語：João de Freitas Cruz，澳葡官定譯名為古家龍；1925年3月27日—1984年12月30日），葡萄牙外交官員。
他曾擔任葡萄牙駐巴黎（經合組織）、波昂、布魯塞爾（北約）、倫敦、馬德里大使，以及葡萄牙外交部長。
1974年2月16日，他獲授予德意志聯邦共和國功績大十字勳章。